# Junta de Salvação Nacional
Die Junta de Salvação Nacional (deutsch: Junta der Nationalen Rettung) war eine Gruppe portugiesischer Offiziere, die die staatliche Ordnung nach dem Staatsstreich der Nelkenrevolution vom 25. April 1974 aufrechterhielt, welche den Estado Novo ablöste.
Die Junta bestand von 1974 bis 1976, einer Verlautbarung Präsident António de Spínola um 1.30 Uhr am 26. April 1974 folgend. Sie war bereits im Programm des Movimento das Forças Armadas vorgesehen, um die politische Macht in Form einer zivilen Regierung auszuüben und den sofortigen Amtswechsel in der Präsidentschaft zu vollziehen – vom seinerzeitigen Amtsinhaber Admiral Américo Tomás; eingeschlossen waren die Auflösung der Assembleia da República, der Nationalversammlung, und des Staatsrates, wie im Verfassungsgesetz 1/74 vom 25. April 1974 niedergelegt. Präsident und Vizepräsident wurden von der Junta gestellt.
- General António Sebastião Ribeiro de Spínola, Präsident
- General Francisco da Costa Gomes
- Brigadier Jaime Silvério Marques (Heer)
- General Manuel Diogo Neto (aufenthaltlich in Mosambik)
- Oberst Carlos Galvão de Melo (Luftwaffe)
- Kapitänleutnant José Baptista Pinheiro de Azevedo
- Fregattenkapitän António Rosa Coutinho (der „rote Rosa“, Hochkommissar für Angola)

Interimistisch wurden die Ämter des Präsidenten der Republik Portugal vom 26. April bis 15. Mai 1974 geführt, dem Datum, als der Präsident der Junta Spínola als designierter Staatschef ins Amt eingeführt wurde, sowie auch das des Premierministers, vom 26. April bis 16. Mai, das sodann Adelino da Palma Carlos übernahm.